# Ekonomiåret 1915

## Händelser
- 15 april - Den svenska regeringen försöker genom skärpta bestämmelser få bukt med de allt vildare spekulationerna i livsmedel och stävja den illegala exporten, främst till Tyskland.
- 22 september - Nordiska Kompaniets (NK) nya varuhus på Hamngatan i Stockholm  i Sverige invigs.[1]